# Senado de Alabama
El Senado de Alabama es la Cámara Alta de la Legislatura de Alabama, Estados Unidos.

## Composición
De acuerdo con lo establecido en la Constitución de Alabama, el Senado de Alabama está conformado por 35 senadores estatales electos de entre los distintos distritos electorales. Es requisito para ser senador ser mayor de 25 años, ciudadano de Alabama desde al menos 3 años previo a la elección y residente del distrito que se va a representar. Los senadores asumen su cargo a la medianoche del día de las elecciones y en caso de vacante el gobernador debe convocar a elecciones en el distrito.

## Presidencia
Como en el caso del gobierno federal, el vicegobernador de Alabama ejerce como presidente del Senado de Alabama, aunque sólo vota en caso de empate, fuera de lo cual es el presidente Pro Tempore electo por el plenario del Senado quien cumple las funciones reales de presidencia.

## Integrantes
| Distrito | Nombre               | Partido       | Pueblo           | Año de elección | Condados representados                                                               |
| -------- | -------------------- | ------------- | ---------------- | --------------- | ------------------------------------------------------------------------------------ |
| 1        | Tim Melson           | Republicano   | Florence         | 2014            | Lauderdale, Limestone, Madison                                                       |
| 2        | Bill Holtzclaw       | Republicano   | Madison          | 2010            | Limestone, Madison                                                                   |
| 3        | Arthur Orr           | Republicano   | Decatur          | 2006            | Limestone, Madison, Morgan                                                           |
| 4        | Paul Bussman         | Republicano   | Cullman          | 2010            | Cullman, Lawrence, Marion, Winston                                                   |
| 5        | Greg Reed            | Republicano   | Jasper           | 2010            | Jefferson, Fayette, Tuscaloosa, Walker, Winston                                      |
| 6        | Larry Stutts         | Republicano   | Tuscumbia        | 2014            | Colbert, Franklin, Lauderdale, Lawrence, Marion                                      |
| 7        | Paul Sanford         | Republicano   | Hunstville       | 2009            | Madison                                                                              |
| 8        | Steve Livingston     | Republicano   | Gurley           | 2014            | DeKalb, Jackson, Madison                                                             |
| 9        | Clay Scofield        | Republicano   | Arab             | 2010            | Blount, DeKalb, Madison, Marshall                                                    |
| 10       | Phil Williams        | Republicano   | Gadsden          | 2010            | Cherokee, DeKalb, Etowah, St. Clair                                                  |
| 11       | Jim McClendon        | Republicano   | Springville      | 2014            | Shelby, St. Clair, Talladega                                                         |
| 12       | Del Marsh            | Republicano   | Anniston         | 1998            | Calhoun, Clay, Talladega                                                             |
| 13       | Gerald Dial          | Republicano   | Lineville        | 2010            | Chambers, Cherokee, Clay, Cleburne, Lee, Randolph                                    |
| 14       | Cam Ward             | Republicano   | Alabaster        | 2010            | Bibb, Chilton, Hale, Jefferson, Shelby                                               |
| 15       | Slade Blackwell      | Republicano   | Mountain Brook   | 2010            | Jefferson, Shelby, Talladega                                                         |
| 16       | J. T. Waggoner       | Republicano   | Birmingham       | 1990            | Jefferson, Shelby                                                                    |
| 17       | Shay Shellnut        | Republicano   | Trussville       | 2014            | Blount, Calhoun, Jefferson, St. Clair                                                |
| 18       | Rodger Smitherman    | Demócrata     | Birmingham       | 1994            | Jefferson                                                                            |
| 19       | Priscilla Dunn       | Demócrata     | Bessemer         | 2009            | Jefferson                                                                            |
| 20       | Linda Coleman        | Demócrata     | Birmingham       | 2006            | Jefferson                                                                            |
| 21       | Gerald Allen         | Republicano   | Tuscaloosa       | 2010            | Lamar, Pickens, Tuscaloosa                                                           |
| 22       | Greg Albritton       | Republicano   | Range            | 2014            | Baldwin, Choctaw, Clarke, Conecuh, Escambia, Mobile, Monroe, Washington              |
| 23       | Henry Sanders        | Demócrata     | Selma            | 1982            | Butler, Clarke, Conecuh, Dallas, Lowndes, Marengo, Monroe, Perry, Washington, Wilcox |
| 24       | Bobby Singleton      | Demócrata     | Greensboro       | 2005            | Choctaw, Clarke, Greene, Hale, Marengo, Perry, Pickens, Sumter, Tuscaloosa           |
| 25       | Dick Brewbaker       | Republicano   | Montgomery       | 2010            | Crenshaw, Elmore, Montgomery                                                         |
| 26       | Quinton Ross         | Demócrata     | Montgomery       | 2002            | Montgomery                                                                           |
| 27       | Tom Whatley          | Republicano   | Auburn           | 2010            | Lee, Russell, Tallapoosa                                                             |
| 28       | Billy Beasley        | Demócrata     | Clayton          | 2010            | Barbour, Bullock, Henry, Lee, Macon, Russell                                         |
| 29       | Harri Anne Smith     | Independiente | Slocomb          | 1998            | Dale, Geneva, Houston                                                                |
| 30       | Clyde Chambliss      | Republicano   | Prattville       | 2014            | Autauga, Chilton, Coosa, Elmore, Tallapoosa                                          |
| 31       | Jimmy Holley         | Republicano   | Elba             | 1998            | Coffee, Covington, Dale, Pike                                                        |
| 32       | Trip Pittman         | Republicano   | Fairhope         | 2007            | Baldwin                                                                              |
| 33       | Vivian Davis Figures | Demócrata     | Mobile           | 1997            | Mobile                                                                               |
| 34       | Rusty Glover         | Republicano   | Semmes           | 2006            | Mobile                                                                               |
| 35       | Bill Hightower       | Republicano   | Tillman's Corner | 2013            | Mobile                                                                               |